# Calosota qilianshanensis
Calosota qilianshanensis is een vliesvleugelig insect uit de familie Eupelmidae. De wetenschappelijke naam is voor het eerst geldig gepubliceerd in 1996 door Yang.